# Enchophora bohemani
Enchophora bohemani är en insektsart som beskrevs av Stsl 1854. Enchophora bohemani ingår i släktet Enchophora och familjen lyktstritar. Inga underarter finns listade i Catalogue of Life.